# Wuthenow

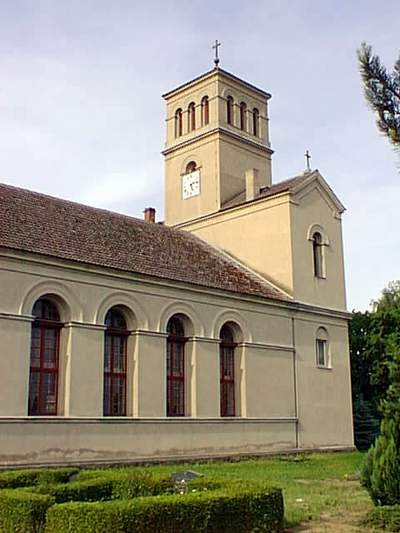
Schinkelkirche in Wuthenow

Wuthenow is een plaats in de Duitse gemeente Neuruppin, deelstaat Brandenburg, en telt 496 inwoners (2004).
Wuthenow is bekend door de vertelling "Schach von Wuthenow" van Theodor Fontane.
Het dorpje is gelegen aan de "Wuthenower Lanke", een deel van de "Ruppiner Meer".